# Ролен, Жан
Жан Ролен (фр. Jean Rolin; 1408, Отён, герцогство Бургундия — 22 июня 1483, Осер, королевство Франция) — французский кардинал, сын бургундского канцлера Никола Ролена. Епископ Шалона с 26 января 1431 по 20 августа 1436. Епископ Отёна с 20 августа 1436 по 22 июня 1483. Кардинал-священник с 20 декабря 1448, с титулом церкви Санто-Стефано-аль-Монте-Челио с 3 января 1449 по 22 июня 1483. Кардинал-протопресвитер с 12 апреля 1469 по 22 июня 1483. 

## Ранние годы, образование и священство
Родился Жан Ролен в 1408 году, Отёне в семье канцлера Бургундии Никола Ролена и его второй жены (он был женат трижды), Жанны де Ланд, крестной дочери Жана Бесстрашного, герцога Бургундского. Информация об образовании не найдена.
В ранние годы был архидьяконом Отёна и приором Сен-Марселя.
Где, когда и кем был рукоположен в священники информация была не найдена.

## Епископ
29 мая 1431 года избран епископом Шалон-сюр-Сона, подтвержден Папой 7 сентября 1431 года. Где, когда и кем был рукоположен в епископы информация была не найдена.
20 августа 1436 года переведён на кафедру Отёна, которую занимал до своей смерти, перестроил собор, который был уничтожен пожаром.

## Кардинал
Возведён в кардинала-священника на консистории от 20 декабря 1448 года, получил титул церкви Санто-Стефано-аль-Монте-Челио с 3 января 1449 года. Жан Ролен стал кардиналом в рамках дипломатического взаимодействия между герцогством Бургундским и папством, выступавшим против Франции.
Прибыл в Рим 16 ноября 1452 года и на следующий день был принят на ординарной консистории. Получил красную шляпу 24 ноября 1462 года. Покинул Рим и отправился в Бургундию 1 февраля 1453 года,  отправился во Флоренцию, а затем в Сиену, куда прибыл 16 апреля 1459 года. 18 апреля следующего года он подписал папскую буллу, 5 мая 1460 года покинул Сиену и отправился в Отён.
Не участвовал в конклаве 1455 года, на котором был избран Папа Каликст III. Он основал в Отёне в честь Пресвятой Девы Марии коллегиальную церковь с двенадцатью канониками. 
Не участвовал в конклаве 1458 года, на котором был избран Папа Пий II. Назначен аббатом-коммендатарио Сен-Мартен д'Отён; вступил во владение 10 сентября 1462 года; оставил пост 11 ноября 1481 года. 
Не участвовал в конклаве 1464 года, на котором был избран Папа Павел II. 
Не участвовал в конклаве 1471 года, на котором был избран Папа Сикст IV. 
Кардинал-протопресвитер с 12 апреля 1469 года. 14 июля 1473 года он оставил комменду цистерцианского монастыря Сент-Мари-де-Балорн, в архиепархии Безансона. Он был духовником короля Людовика XI и дофина. Он пожертвовал средства на знаменитую больницу Бома.
Кардтинал Ролен был покровителем искусств, поддерживая работу анонимного иллюстратора, известного как Мастер Жана Ролена.
Скончался кардинал Ролен 22 июня 1483 года, в Осере. Похоронен в левой части главного алтаря собора Отёна. В своем завещании он сделал церковь Бесса наследницей своего богатства.